# Poema
Poema, též básnická či byronská povídka, je rozsáhlejší lyricko-epická veršovaná skladba skládající se obvykle z několika zpěvů. Samotný termín pochází z ruštiny. Jejím typickým rysem je roztříštěná kompozice, děj tak bývá potlačen ve prospěch líčení pocitů, dojmů a nálad. Poemy bývají autobiografické a na milostné téma – převládají lyrické složky nad epickými.[zdroj?]
Tento žánr byl oblíbený zejména v období romantismu. Mezi známé autory poem patří Alexandr Sergejevič Puškin, George Gordon Byron, Taras Hryhorovyč Ševčenko.[zdroj?]

## Příklady
- Bachčisarajská fontána – Alexandr Sergejevič Puškin
- Childe Haroldova pouť – George Gordon Byron
- Démon – Michail Jurjevič Lermontov
- Kacíř – Taras Hryhorovyč Ševčenko
- Konrád Wallenrod – Adam Mickiewicz
- Máj – Karel Hynek Mácha
- Smrť Jánošíkova – Ján Botto
- Romance pro křídlovku – František Hrubín
- Poema bez hrdiny – Anna Andrejevna Achmatovová